# 김익순
김익순(金益淳, 1764년 - 1812년)은 조선 후기의 무신으로 본관은 안동(安東)이며 조선 시대 방랑 시인 김삿갓(김병연)의 할아버지이다. 홍경래의 난 때 반란군 세력에 투항한 일(김익순의 정법 사건)과 거짓 공적 날조 혐의로 인하여 사형 집행되었다. 후일 그의 손자 김병연이 향시에 응시하였다가 그의 행적을 비판한 일로 자책하여 방랑시인이 되었다. 순종 즉위 후 1907년 11월 1일, 총리대신 이완용의 건의로 인하여 1908년 4월 12일을 기하여 명예회복되었다.

## 생애
김익순은 영안부원군 김조순, 우의정 김달순 등의 선조인 김상헌(金尙憲), 김상관, 김상용(金尙容) 형제와 4촌 종형제간인 형조참판 김상준의 7대손이었다. 아버지는 경원부사를 지낸 김이환(金履煥)이고, 할아버지는 전의현감 김관행(金觀行), 증조부는 황해도병마절도사 김시태(金時泰)였다.
함흥 중군(中軍) 등 여러 벼슬을 거쳐 선천 부사(府使)로 부임하였다. 1812년 홍경래의 난 때 선천부사 김익순은 홍경래(洪景來)의 반군과의 교전에서 패하고 그에게 항복하였다. 뒤에 홍경래가 관군에게 패하고 사살되자, 죄를 모면하려고 농민 조문형(趙文亨)에게 1000냥을 주기로 약속하고 그에게 반군의 장수 김창시(金昌始)의 목을 베어 오게 하였다. 약속대로 조문형이 김창시의 목을 베어 조정에 바쳤으나, 김익순은 약속을 어기고 돈을 지불하지 않았다. 이에 조문형이 정부에 고발함으로써 모든 사실이 밝혀지고, 김익순은 모반대역죄로 참수당하였다.

## 사후
세도가와는 촌수가 한참 먼 방계인 탓에 안동 김씨의 세도정권 하에서도 그에 대한 복권이나 사면을 건의하는 이는 없었다.
1908년(융희 2년) 4월 30일에야 내각 총리대신 이완용의 건의로 복권되었다. 1908년(융희 2년) 1월 이완용 등의 건의로 작위와 시호가 회복되었다.
1908년 4월 죄적에서 삭제되고 명예회복되었다.

## 기타
후일 그의 손자인 김병연이 향시에 응시하였다가 홍경래의 난 때 비겁하게 투항한 그를 조롱하는 과문을 지었다가 스스로 낙심하여 관직을 사퇴하고 방랑하게 된다.

## 가족 관계
- 고조부 : 김성구(金盛久) - 성균관생원
- 증조부 : 김시태(金時泰) - 황해도병마절도사
- 조부 : 김관행(金觀行) - 전의현감
  - 생부 : 김이환(金履煥) - 경원부사
    - 부인 : ?
      - 장남 : 김안근(金安根)
        - 손자 : 김병하(金炳河)
        - 손자 : 김병연(金炳淵) - 방랑시인 김삿갓
        - 손자 : 김병호(金炳浩)

      - 친척 : 김조순 - 영안부원군
      - 친척 : 김달순 - 우의정

## 관련 등장 대중문화 작품

### 영화
- 1957년 《김삿갓》 - (배우: 박림)

## 같이 보기
- 홍경래의 난
- 김삿갓
- 김조순
- 김달순